# SIG SG550
SIG SG550は、シグ社（現スイス・アームズ社）により、スイスで開発された自動小銃。大量生産されたアサルトライフルの中でも命中精度が高い銃の一つで、折りたたみ式二脚と折りたたみ式銃床が標準となっている。
AR-18の影響を受けて登場した欧州製アサルトライフルだが、動作機構はAK-47を単純化させ、ガス・ピストンにリコイル・スプリングガイドを兼用させた独自の構造となっている。
スイス軍向けに60万丁以上が生産され、SG510とともに現在も採用されている。スイスでは、徴兵期間を終えた国民に小銃を貸与しており、家庭での管理も許されていた。現在は事故防止のため郵便局などが一括管理をしている。本銃とその派生型は輸出も行われている。

## 歴史と概要

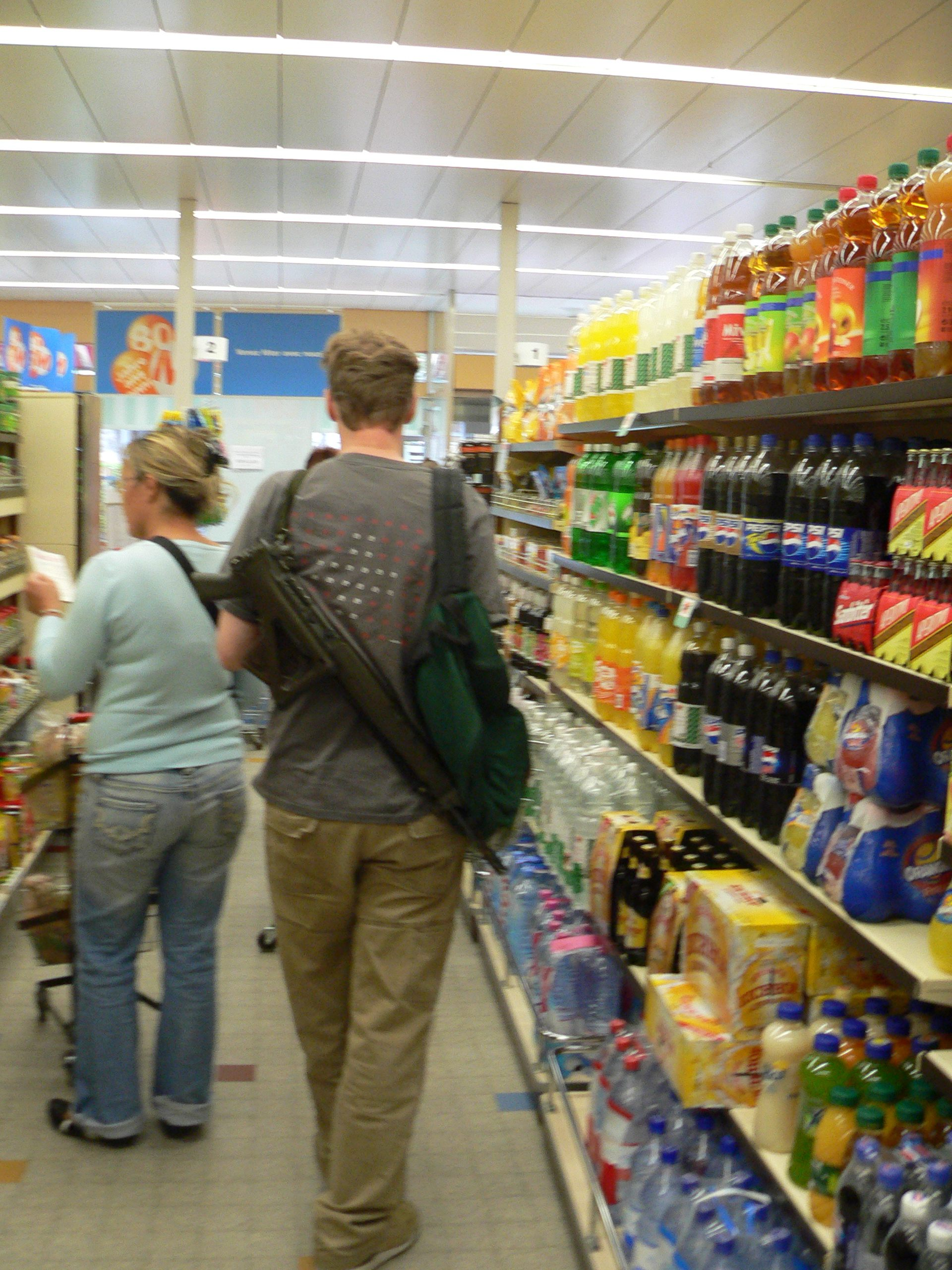
射撃演習の帰途、SIG SG550を携帯したまま買い物をする予備役兵
スイスは永世中立国であると同時に国民皆兵国家でもある

スイス軍は、1979年-1980年にかけて制式採用自動小銃の競作を実施し、これに応じるためシグ社はSIG SG540・SIG SG541を元に開発を行った。1983年にSIG SG550がスイス軍制式小銃として選ばれ、ドイツ語名"Sturmgewehr 90"（Stgw 90）、フランス語名"F ass 90"（Fusil d'assaut）と命名された。経済的な理由から、実際に量産が始まったのは1986年であった。
SIG 550は、交戦想定距離を300mとしており、弾頭のコアが鉛だけのGw Pat. 90 5.6mm弾（実際の口径は5.56mm）を使用する。コアに鉛とスチールを用い、弾頭重量が0.1g小さいSS109 5.56mm NATO弾を使用することもできるが、命中精度は専用弾より劣る。専用弾を使用した場合、300mでの着弾範囲は7cm×7cmに収まる。
狙撃眼鏡なしの標準装備の照準器でも400mまで正確に射撃でき、狙撃眼鏡使用時はこれが600mとなる。
SIG SG550/SG551/SG552は、共通のプラスチック製弾倉を採用している。半透明なこの弾倉は、残弾数の確認が容易に行えるほか、無改造でジャングルスタイルが可能になっている。種類はSTANAG 弾倉と同じく、20発装填のものと30発装填のものがある。
銃身の先端近くにはライフルグレネードを保持するテンションが掛かったワイヤが組み込まれている。
短縮化版としてSG 551とSG 552がある。これもSIG 550同様、命中精度と信頼性が高いため、世界中の特殊部隊やアメリカ連邦政府の各種機関で使用されている。また、バチカン市国の衛兵隊もSIG SG550を装備している。

## 派生型

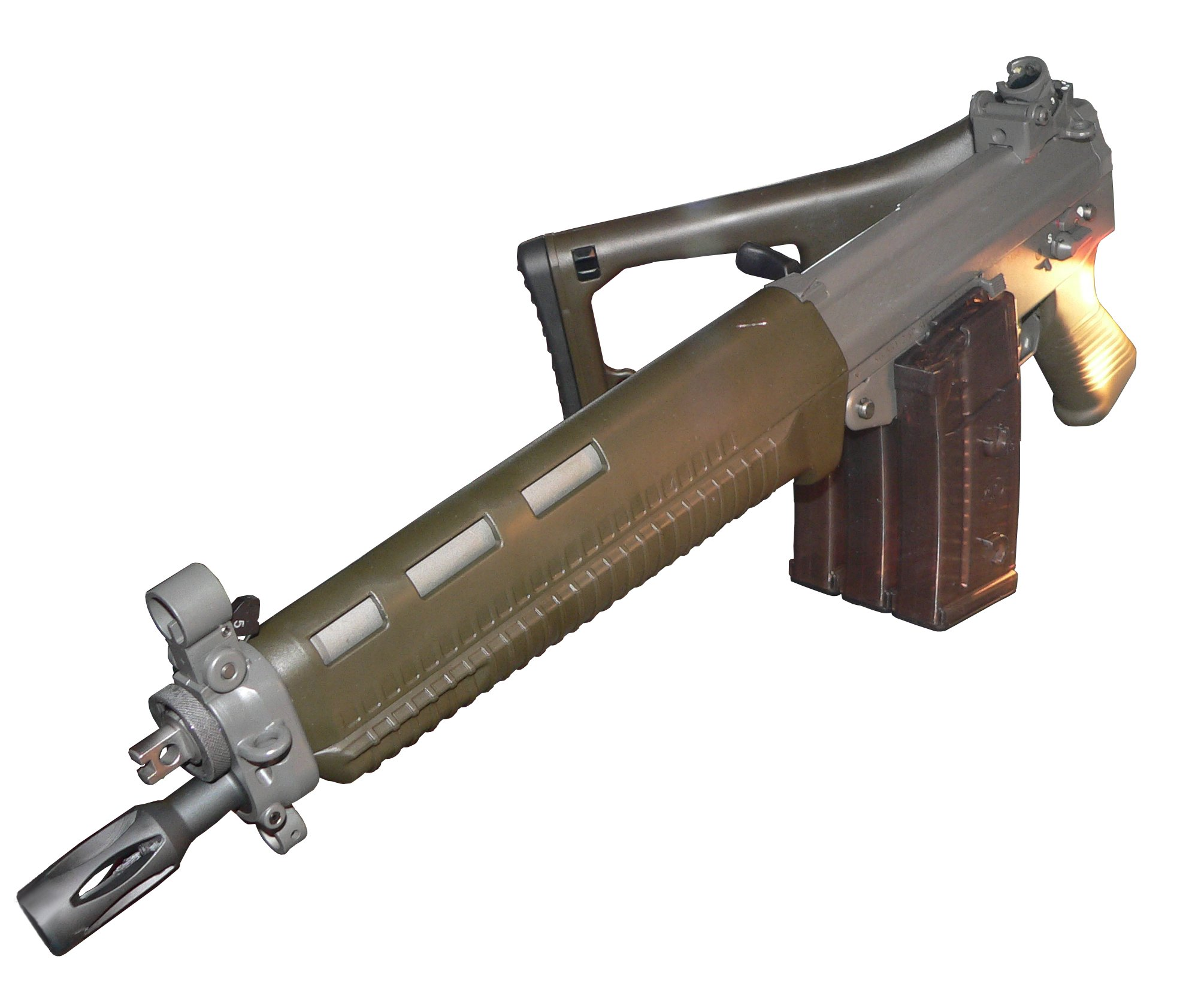
SIG SG551（展示物）

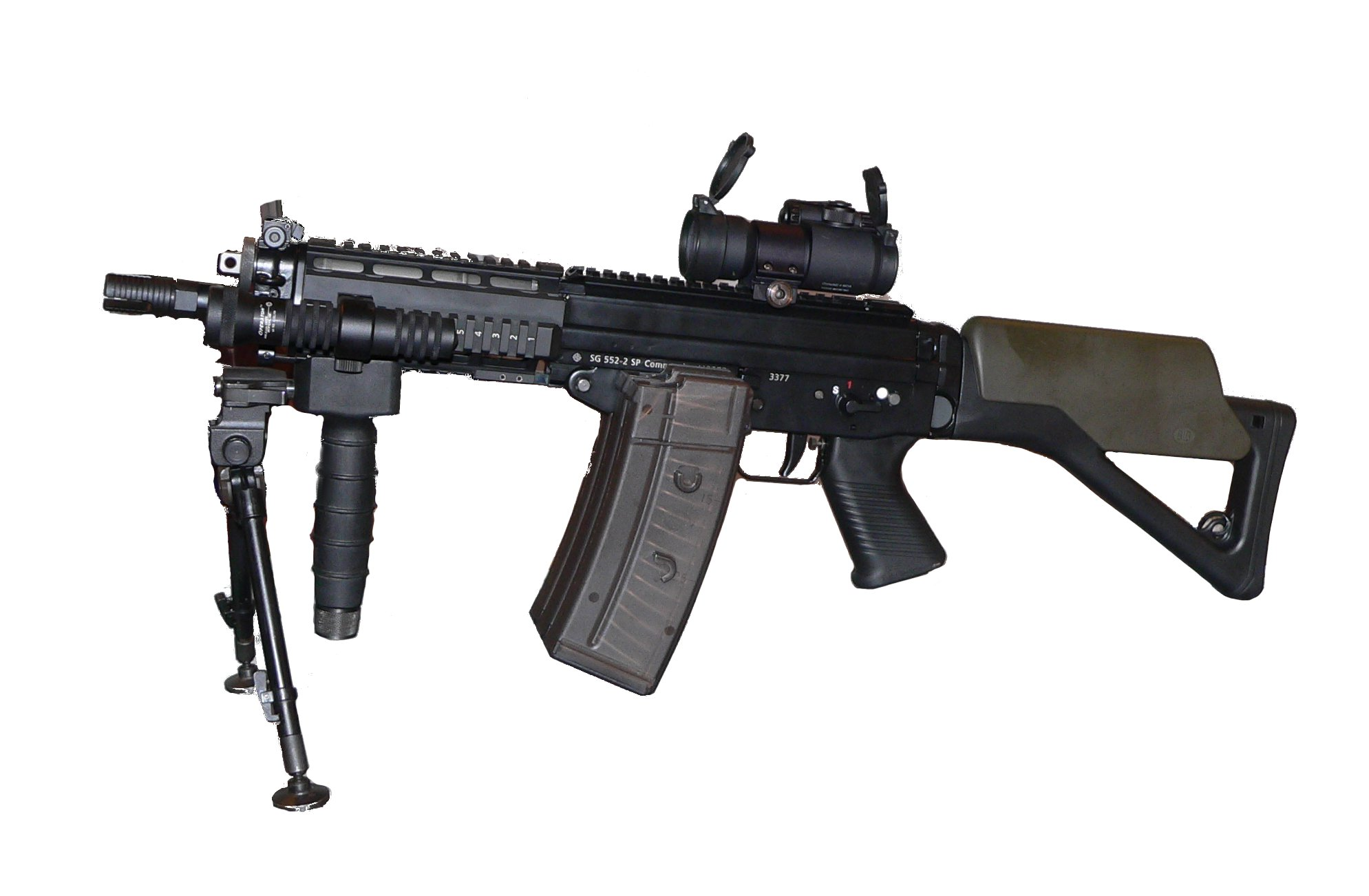
SIG SG552にオプションを取り付けた状態

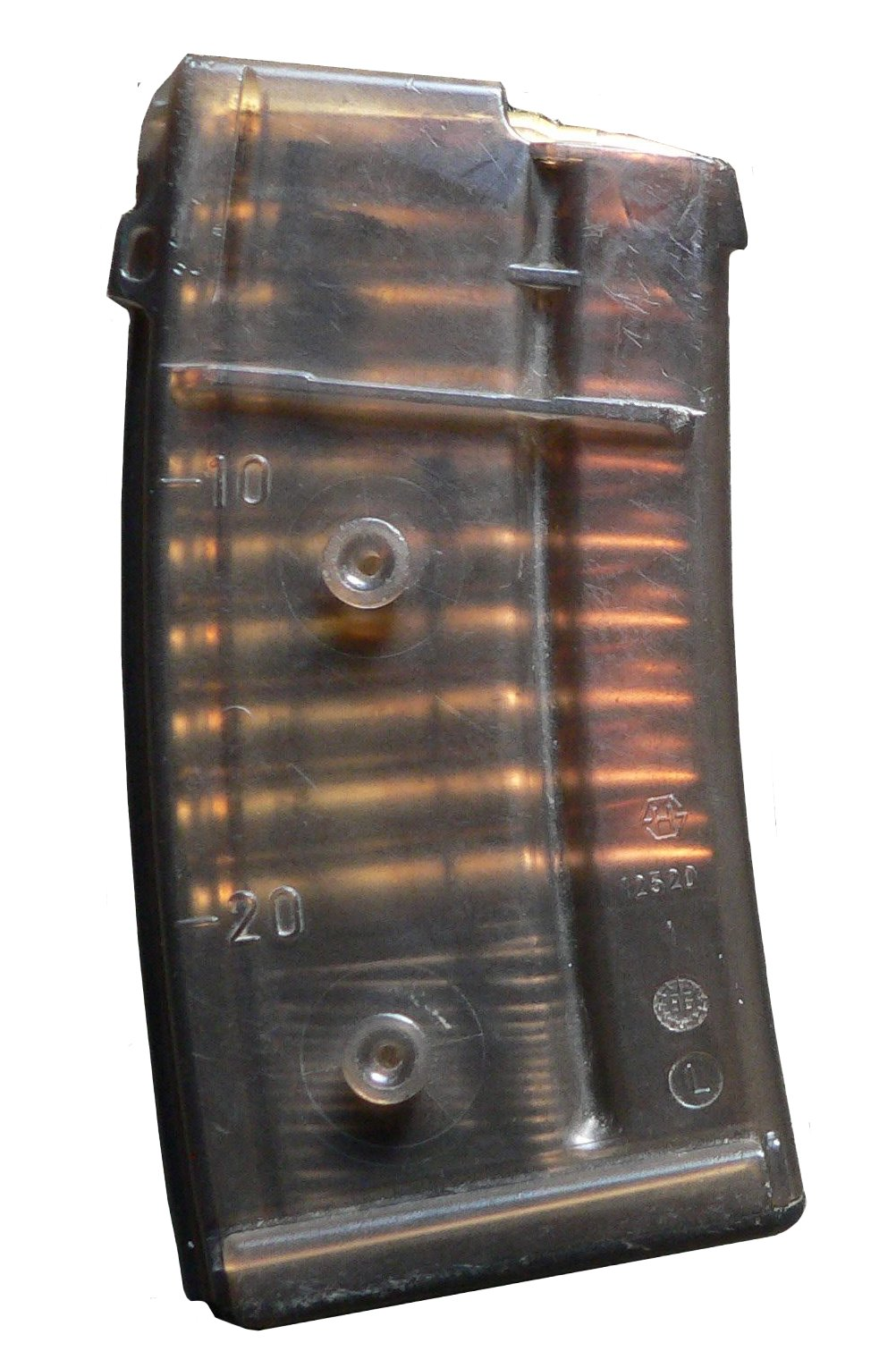
半透明20発弾倉、装填された弾丸と、ジャングルスタイル用の結合ラグ2個が見える

SIG SG550 SP
民間用の半自動バージョン。装弾数が10発になっている。スイス国内で販売される場合はSturmgewehr 90 PEと呼ばれる。ザウエル&ゾーンブランドでSIG sport 550として発売されている。
SIG SG550 Sniper
狙撃用バージョンで、軍および警察の射撃手（射撃徽章所有者）・狙撃手によって使用される。
SIG SG550-1 Sniper
上記のバージョンに関連して、スコープが標準で取り付けられたもの。
SIG SG750
7.62mm NATO弾使用のSG550。ブリュッガー&トーメ社（B&T）との合作。2010年までの名称はSAPRだった。
SIG SG751
SG750の短銃身モデル。

SIG SG551
カービンバージョン。銃身が短く、ライフルグレネードは発射できない。
SIG SG551-A1
SG551のバレル延長カービンバージョン。ハンドガード、ピストルグリップ、ストックが黒色になっている。
SIG SG551 LB
SG551のバレル延長バージョン。ハンドガード、ピストルグリップ、ストックが黒色になっている。レシーバー上部にピカティニー・レールが取り付けてあり、リアサイトは取り外し可能。また、フロントサイトは折り畳み可能。
SIG SG551 SWAT
法執行機関向けに改修されたSG551。機関部上前方にピカティニー・レールが取り付けられ、各種光学機器が装着できるようになっており、銃床にチークパッド（頬当て）が取り付けられた。
SIG SPORT 551
SG551の民間用の半自動バージョン。装弾数が10発になっている。

SIG SG552
コマンドバージョン。SG551よりもさらにコンパクトになっており、ハンドガードと銃身が短くなっている。リコイルスプリングがボルトキャリア後ろに移された。

SIG SG552-1
SG552の改良型。
SIG SG553
SG552の改良型。リコイルスプリングがガスピストン部に戻された。
SIG SG553 LB
SG553のバレル延長バージョン。347mmの銃身を持つ。

SIG SG553 US
アメリカの市場向けにSTANAG マガジン対応したモデル。ローアーレシーバーが従来のプレス成型スチール・プレートから、鍛造軽合金の削りだしに変更されている。全長はSG552と同じ。
SIG SPORT 552
SG552の民間用の半自動バージョン。装弾数が10発になっている。
SG556
アメリカ市場向けの改良型。M16系STANAG マガジンを流用可能にし、従来の折り畳み式銃床からM4カービン系の伸縮式銃床（テレスコピック・ストック）へ変更、大型化したハンドガードやレシーバー上部には長めのピカティニー･レールを配置し、各種オプション取り付けを容易にするなど、米国内の流行に合わせたモデルである。
バリエーションとして以下の物がある。
SIG556 SWAT
ハンドガードにピカティニー・レールを増設した。
SIG556 Classic
従来のスタイルを好むユーザーに配慮し、銃床やハンドガードを本来のデザインに戻した。ただし、銃床にはSG550には無い伸縮機能が付いている。
SIG556 Classic SWAT
SWATのハンドガードにClassicの銃床を装備した。
SIG556 DMR
銃身を延長し、狙撃用の調整機能付き大型ストックとバイポッドを標準装備したモデル。
SIG556 SCM
民間向けのモデル。ストックがM16と同型の固定ストックになっている。
SIG556 コンパクト
10インチモデル。
SIG556R
7.62x39mm弾仕様のモデル。
民間販売用はセミオートのみだが、公的機関向け製品にはフルオートや3点バースト機構が搭載される。なお、SG556は米国内における銃規制法の影響から全ての製品が米国内工場で生産され、SIG社米国支部が販売を行っている。

SIG 522LR
訓練用小銃。.22LR弾を使用する。

| 形式      | 全長（mm） | 銃身（mm） | 重量（kg） | 弾倉装弾数       | 発射速度（発/分） |
| --------- | ---------- | ---------- | ---------- | ---------------- | ----------------- |
| SIG SG550 | 998（772） | 528        | 4.05       | 20発 または 30発 | 700               |
| SIG SG551 | 833（607） | 363        | 3.4–3.6    | 20発 または 30発 | 700               |
| SIG SG552 | 730（504） | 226        | 3.2        | 20発 または 30発 | 780               |

## ギャラリー

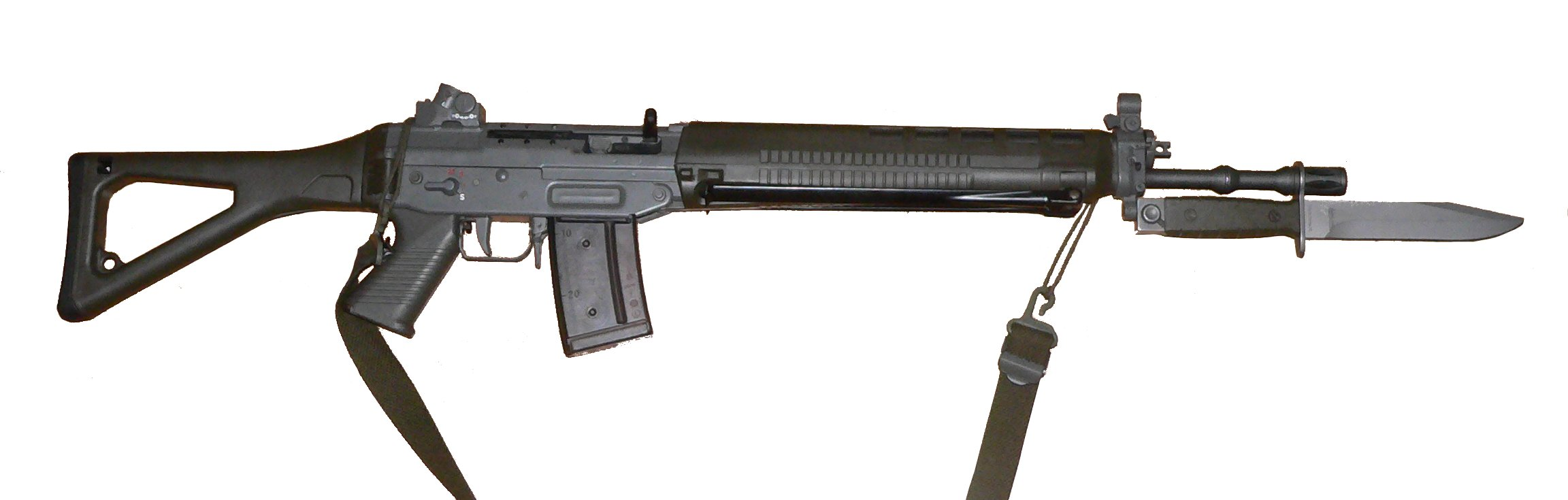
銃剣を装着した状態
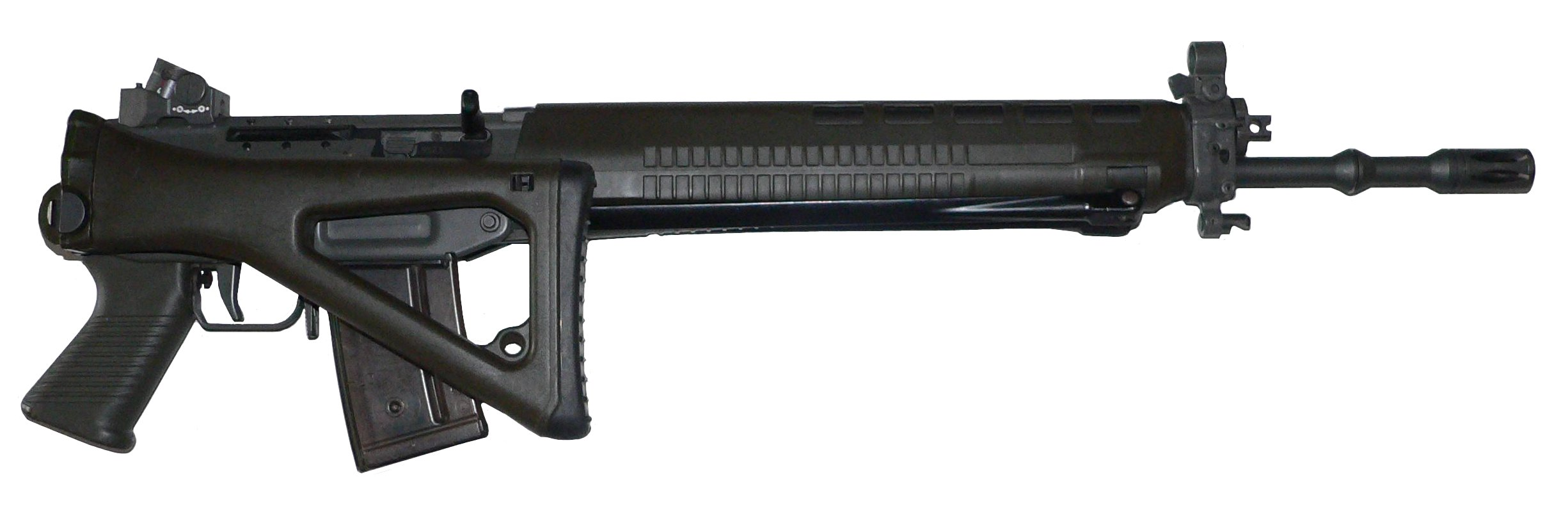
銃床を折りたたんだ状態
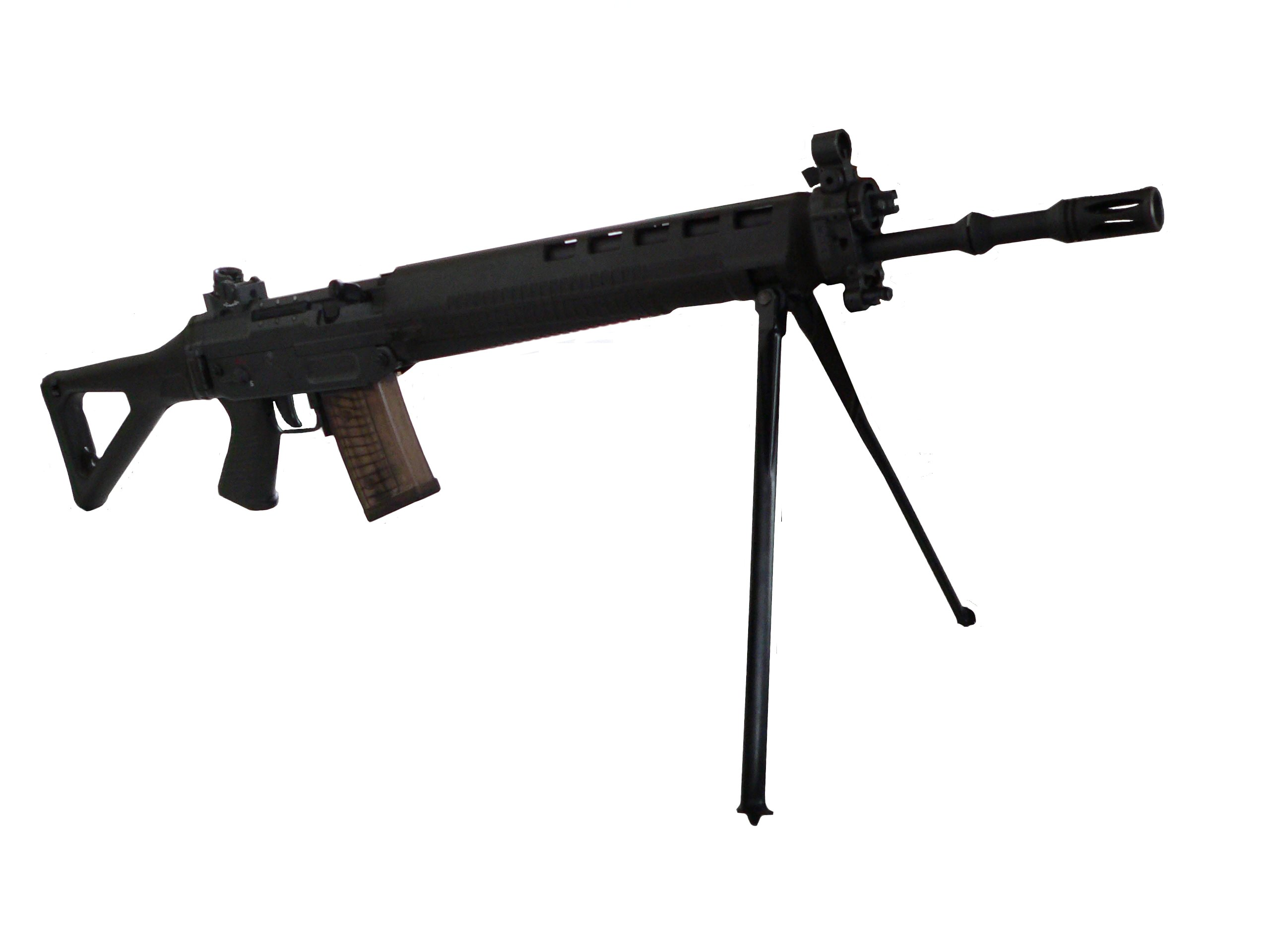
二脚を展開した状態
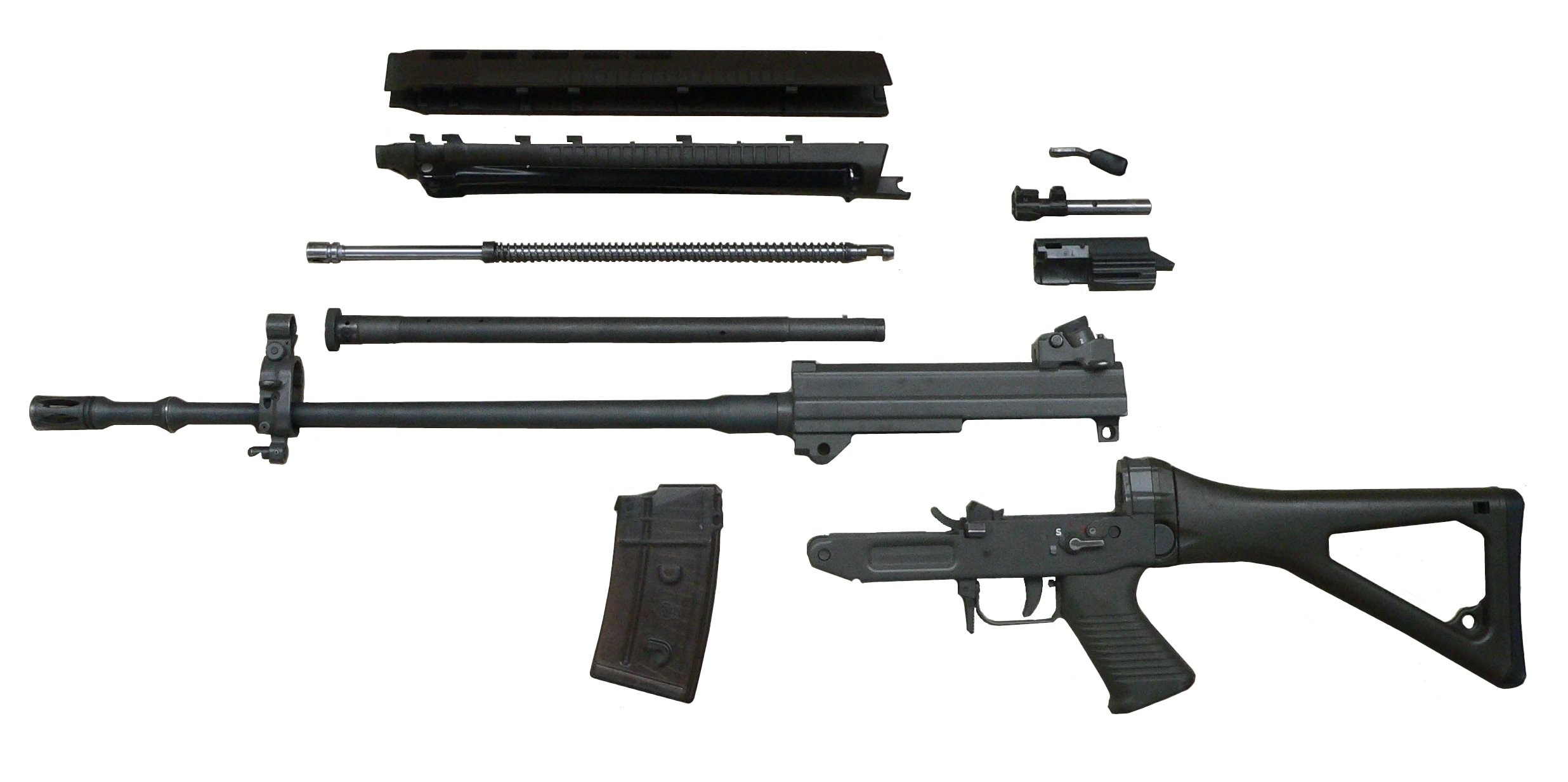
分解状況

## 登場作品

### 映画・ドラマ
『PERSON of INTEREST 犯罪予知ユニット』
第1話に登場。スコープを装着。
『宣戦布告』
映画版にて国内に侵入した某国の工作員へ対処するために展開した第1空挺団の空挺レンジャー隊員の一人である陸曹長が所持。外観が類似している折曲銃床式の89式5.56mm小銃の代用品として撮影に使用されたと思われる。竹林内で接近戦を仕掛けてきた工作員と揉み合いになった際、本銃が竹やぶに引っ掛かってしまったため銃を放棄せざるを得なくなり、素手でナイフ持ちの工作員に対処することとなる。
『ソルト』
終盤のホワイトハウスにて、ソルトがシークレットサービスのエージェントからマガジンを4連結させたSG553を強奪して使用する。
『ボーン・アイデンティティ』
教授がワムボージー暗殺時、ボーンを暗殺する時にSIG SG550 sniperを使用。ボーンとの対決時に草むらに入り込んだ際には、CZ100に持ち替えている。サプレッサー装着。

### 漫画・アニメ
『CANAAN』
第1話冒頭と最終話でカナンがSIG SG550 Sniperを使用。
『GUNSLINGER GIRL』
（アニメ版にて）エルザが使用。
『うぽって!!』
擬人化され、「しぐ」の名で登場。狙撃が得意な優等生として描かれる。
『ソードアート・オンライン』
GGOのランキング上位プレイヤーダインが使用する。

### 小説
『ピノキオ急襲』
特殊部隊「サイレント・コア」のメインウェポンとしてSG556が登場する。
『ソードアート・オンライン』
アニメ同様にダインが使用。

### ゲーム
『Alliance of Valiant Arms』
SG550とSG556が登場する。
『Left 4 Dead 2』
SG551が隠し武器として登場。規制版（ドイツ語版）は、ゴア表現が規制されているバージョンにおいて、その規制の代わりに登場する。
『MASSIVE ACTION GAME』
「R-553」の名称でSG750がレーヴンのアサルトライフルとして登場。
『OPERATION7』
SIG55xとしてカスタム可能。こちらでは5.56x45mm NATO弾が標準となっている。
『TrueCombat:Elite』
テロリストのスナイパークラスで装備可能。
『WarRock』
SG550が登場。ゲーム内通貨で購入可能。
『カウンターストライク』
狙撃銃としてSG550 Sniperが登場。別名タシと言われることもある。
『コール オブ デューティ ブラックオプス2』
SIG556 SWATが登場。作中では「SWAT-556」という名称に変更されている。
『コール オブ デューティ ブラックオプス6』
SIG556 SWATが登場。作中では「SWAT 5.56」という名称に変更されている。
『サドンアタック』
「sig556」の名で登場。通常武器で一番高価な設定になっている。
『ドールズフロントライン』
SIG556が星5戦術人形「SIG-556」として登場。
『スペシャルフォース』
ゲーム内通貨で購入可能武器として登場。また、ゲームオリジナルの性能強化版として「EVL SIG551」も存在。性能強化版は有料アイテムを購入しないと手に入らない。
『ソードアート・オンライン フェイタル・バレット』
「ユングフラウ」の名称で登場（武器ランクで名称変化）。バレルジャケットの凹凸など外見が若干アレンジされた架空銃である。原作同様ダインが使用。
『バイオハザード5』
「SIG SG556」の名で登場。キャプチャー5-2のベルトコンベア近辺で入手可能。
『ブルーアーカイブ -Blue Archive-』
メインキャラクターの1人であるアビドス高等学校の生徒、砂狼シロコが白いSIG550「WHITE FANG 465」を所持。SG552や556など複数の銃器の要素を取り入れた架空銃。
　また敵キャラクター用の銃としてSIG556と思わしき銃が登場する。
『レインボーシックス シージ』
SIG556 Classicが「556XI」の名称で登場。